# Logical Link Control
Logical Link Control eller LLC fungerar som felrättning och länkkontroll i OSI-modellens lager 2, länk-lagret, mellan underlagret MAC och OSI-modellens lager 3, nätverks-lagret. LLC finns beskrivet och standardiserat i IEEE 802.2.